# Giacomo Giavanelli
Giacomo Giavanelli es un deportista italiano que compite en vela en la clase Finn. Ganó una medalla de plata en el Campeonato Europeo de Finn de 2022.

## Palmarés internacional
| \| Campeonato Europeo \| Campeonato Europeo \| Campeonato Europeo \| Campeonato Europeo \| \| Año \| Lugar \| Medalla \| Clase \| \| ------------------ \| ------------------------------- \| ------------------ \| ------------------ \| \| 2022 \| Hospitalet del Infante (España) \| Medalla de plata \| Finn \| |                                 |                  |       |
| Campeonato Europeo |                                 |                  |       |
| Año | Lugar                           | Medalla          | Clase |
| 2022 | Hospitalet del Infante (España) | Medalla de plata | Finn  |